# Limnephilus hageni
Limnephilus hageni là một loài Trichoptera trong họ Limnephilidae. Chúng phân bố ở miền Tân bắc.